# Bolzano Novarese
Bolzano Novarese is een gemeente in de Italiaanse provincie Novara (regio Piëmont) en telt 1046 inwoners (31-12-2004). De oppervlakte bedraagt 3,3 km², de bevolkingsdichtheid is 317 inwoners per km².

## Demografie
Bolzano Novarese telt ongeveer 427 huishoudens. Het aantal inwoners steeg in de periode 1991-2001 met 9,5% volgens cijfers uit de tienjaarlijkse volkstellingen van ISTAT.
| Jaar | Inwoneraantal |
| ---- | ------------- |
| 1991 | 950           |
| 2001 | 1040          |

## Geografie
De gemeente ligt op ongeveer 420 m boven zeeniveau.
Bolzano Novarese grenst aan de volgende gemeenten: Ameno, Gozzano, Invorio, Orta San Giulio.